# Отрасль экономики
О́трасль эконо́мики, О́трасль народного хозяйства — совокупность предприятий и организаций (возможно, на определённой географической территории) экономики (народного хозяйства) государства, добывающих, производящих или поставляющих однородную (с близкими свойствами) или специфическую товарную, финансовую или иную продукцию, по однотипным технологиям.
Таким образом, можно отличать автомобильную отрасль Российской Федерации, СНГ, мировую. Термин «отрасль» является противоположным значением «рынка» (совокупность клиентов, покупающих однотипные продукты с близкими по значению свойствами); то есть «отрасль» — это тот, кто производит, «рынок» — это тот, кто покупает. 

## История
В более детальном рассмотрении отрасли экономики, некоторые, делят, на сектора и группы (классы). Так, в автомобильной отрасли можно выделить сектора коммерческого грузового транспорта, легковых машин и так далее.
- Первичный сектор экономики
- Вторичный сектор экономики
- Третичный сектор экономики
- Четвертичный сектор экономики

В отрасли материального производства входят: 
- промышленность;
- сельское хозяйство;
- транспорт (перевозки);

К отраслям социально-культурной ориентации, сферы услуг относят: 
- культуру;
- образование;
- здравоохранение;
- социальное обеспечение;
- строительство;
- связь;
- торговля;
- общественное питание;
- материально-техническое обеспечение (логистика);
- науку;
- управление;
- жилищно-коммунальное хозяйство;
- бытовое обслуживание населения.

Правомерно выделение в качестве отраслей экономики банковского сектора, деятельности, связанной с информационными технологиями.
Согласно российскому законодательству отрасль экономики включает в себя всех российских производителей аналогичного товара или непосредственно конкурирующего товара либо те из них, доля которых в общем объёме производства в Российской Федерации соответственно аналогичного товара или непосредственно конкурирующего товара составляет большую часть.
Различают:
- чистые отрасли, производящие монопродукт (например, угольная промышленность);
- хозяйственные отрасли, в которых производством отраслевого продукта занята основная часть организаций отрасли;
- административные отрасли, организации которых относятся к одному министерству, ведомству[2].